# Ошкінток
Ошкінток (або Ошк'інток') (ісп. Oxkintok,) — руїни міста цивілізації мая в штаті Юкатан (Мексика). Назва з юкатецької мови мая перекладається як «Три камені (сонця, струмки, сланця)» — є різні трактування.

## Історія
Ймовірно в давнину називалося Вук-Пет. Поселення утворилося близько 600 року до н. е. (в середині докласичного періоду). Зведення монументальних будов розпочалося наприкінці докласичного періоду. Протягом перших століть нашої ери були споруджені великі платформи площею близько 2 тисяч м2,, при цьому природні піднесення або нерівності рельєфу часто служили фундаментами для нетривких конструкцій, слідів яких не залишилося. У цю ранню епоху велися пошуки способів представити за допомогою розміщення і форми будівель ті аспекти світогляду, які прямо вказували на походження знатних та правлячих родів — у небесній проєкції, будь-то в їх відношенні до підземного світу, синтез різних верств або поділів Всесвіту.
На рубежі III і IV століть в Ошкінтоці почався етап значних перетворень. У 400—550 (етап Ічпа) відбулося піднесення міста. Значні події мали місце в Ошкінтоке у середині VI ст. Тоді навколо поселення утворилося самостійне царство, утвердилася власна династія. У місті відбувся будівельний бум: споруди з рослинних матеріалів були замінені на адоб та каміння: багато будинків були оновлені, розширені, частково розібрані. Того періоду територія царства охоплювала західну частину області Пуук, що включав Бакну на півдні, Аканмуль на заході і Ш-Кукікан на сході, такі поселення, як Сіхо, Йашкопоіль і Кабах перебували в сфері його впливу і контролю. Південна межа знаходилася в Ах-Кін-Пече, межуючи з царством Ецна. Починаючи з раннього класичного періоду царство мало форму, схожу на бумеранг — з одним кінцем у Кампече і з іншим недалеко від Ш-Кукікан: при цьому Ошкінток залишався майже в центрі, де прибережний прохід, обмежений пагорбами, повертав на схід; місто було вузловим пунктом, який контролював шляхи, що вели до рівнин і портів півночі півострова Юкатан.
Криза Теотіуакана і його наслідки для правлячих династій міст Петена бути використані Ошкінтоком, який здобув надзвичайну важливість через своє стратегічне розташування, що призвело до притоку в підконтрольний йому район товарів.
Протягом VII ст. зводилися нові споруди, стали довшими і вище опорні платформи, багато поховань були поміщені в тих міських просторах, які раніше не використовувалися для подібних цілей. Встановлені економічні та культурні відносини з царствами мая в Петені та долині Усумасінти. Ці зв'язки з південними районами травневих низовин збереглся до кінця VIII ст. Головні сполучні шляхи йшли по узбережжю Мексиканської затоки або заглиблювалися в материк через Ецну і Бекан.
З близько 750 року тут встановилося панування нової династії, що відобразилося на утворенні нової архітектурної групи Ах-Кануль. Протягом 1-ї половини IX ст. держава і місто перебувало у занепаду, про що свідчить відмова від встановлення стел. З 849 року почалося нове піднесення міста. Тоді встановлено союз з Ушмалєм, на честь цього прокладено сакбе між цими містами.
Після приходу в місто чужинців наприкінці IX або початку X ст. Ошкінток швидко занепав. Починаючи з XI ст. лише випадкові мешканці залишили свої сліди в різних місцях міста, що знайшло відображення в оновленні деяких приміщень або в споруді маленьких грубих будівель — жител і святилищ. Ці люди, як і мандрівники і пілігрими післякласичного часу, приносили в дар курильниці до деяких будівлі (СА-6 і МА-1), робили кераміку відповідно до регіональної традицією і користувалися рідкісними привізними посудинами. Коли на політичній мапі панівними містами стали Чичен-Іца і Маяпан, царство Ошкінток повністю зникло.
Втім саме поселення продовжувало жевріти, повністю знелюдніло близько 1500 року.

## Опис
Розташовано в області Пуук, на північному заході півострову Юкатан, на відстані 6 км на південний схід від Машкану, в 46 км на північний схід від Ушмаля, 50 км на південь від Меріди.

### Архітектура
Протягом існування городища виявлено декілька архітектурних стилів: Ранній Окіншток, Прото-Пуук (йому притаманні змішані риси Раннього Ошкінтока і Класичного Пуука), Пуук (Ранній і Класичний).
Основу складають групи Май, Ціб, Ах-Кануль. Мощена дорога, що починається від групи Май в північному напрямку, зливається з головною «сакбе», що з'єднує Ах-Кануль і Ціб. Група Енціль розташовано позу ядра городища.
Квадратна форма перших платформ, орієнтованих по сторонах світу, вказує на бажання привести у відповідність створення ансамблів глибокого ідеологічного значення з образом космосу, визначеним рухом сонця і точками сходу і заходу при сонцестоянні.
У південно-західній частині міста в наявності найбільша концентрація архітектурних ансамблів і скульптурних зображень. Будови МА-7, МА-1суб, СА-3 и SA-1 зведено на початку класичного періоду (в період з 2-ї пол. III до V ст.). Надалі вони добудовувалися й перебудовувалися.
Церемоніальний замкнутий простір було сформовано в Групі Май. Воно утворене тим, що вважається храмом предків у південній частині площі, який стоїть на базовій платформі, зі сходами і фасадом, зверненими на північ. Поруч є будівля в 2 поверхи лабіринтового характеру в північній частині площі, з фасадом на південь, що призначалося для ритуалів ініціації і очищення, пов'язаних з релігійним культом. Трохи осторонь розташовувалася споруда, яка могла бути тимчасовою резиденцією жерців.
Платформи групи Мая представлено невеликим фундаментом на південному боці, що складався з двох ярусів з закругленими кутами. Його було вкрито штукатуркою і пофарбовано в червоний колір; фундамент повинен був підтримувати святилище, слідів якого не залишилося. Інша складна споруда знаходиться на північній стороні — воно палацового типу, двоповерхова, має на нижньому поверсі п'ять поздовжніх галерей, орієнтованих у напрямку захід — схід, і дві поперечні, а також дві поздовжні галереї на верхньому поверсі, що мали вхідні отвори і вікна на західній і східній боках. Ці розташовані одна проти іншої споруди обмежували площа, що простягалася на захід, де було ще одна будівля (МА-5), велика частина стін якої і покрівля були з нетривких матеріалів.
У північно-західному напрямку було зведено 3-поверхову будівлю, відому як «Сатунсат» (SA-1). Вона напівпідземна, складається з вузьких кімнат або галерей неправильної форми, які утворюють складний лабіринт. Його використання, судячи з усній традиції, по тому, що відомо вченим стосовно подібних будівель в інших місцях, було пов'язано з методами навчання певних осіб, які готувалися зайняти важливі суспільні посади. Послушники повинні були пройти через випробування, що складалися з переходу по темних коридорах лабіринту. І цей маршрут, сам по собі, був символом зв'язку між рівнями космосу. Здійснення цього переходу вело до придбання езотеричного знання, необхідного для отримання влади і заняття певних відповідальних посад. У середині класичного періоду відбувається часткова перебудова: зводяться різні поховання у стилі Прото-Пуук. У VI ст. тут було поховано якусь важливу людину, при цьому площа лабіринту зменшилася і комплекс набув характеру поховання, ставши схожим на храмові цоколі.
Протягом першої половини класичного періоду була зведена також споруда СА-3 в групі Ах-Кануль — маленька дивна споруда з 2 галерей, орієнтованих у напрямку схід-захід, що відноситься до стилю Ранній Ошкінток. Воно розташоване, як і МА-1суб, на північній стороні площі, що закривається на протилежному кінці трьома пірамідами. СА-3 і МА-1суб вважають палацами знаті, оскільки на них виявлено ієрогліфічні символи родів.
«Палац» МА-1суб у середині класичного періоду (550—650 роки) перетворився на ядро підніжжя величезного храму-піраміди з північними сходами і фасадом, зверненим до площі. Остання виникла в результаті розширення первинної базової платформи Групи Май. Приміщення стали ширшими і були вкриті склепінням з кам'яних плит. Стіни виглядають більш одноманітними.
Піраміда МА-1 прийшла на зміну святилища МА-7, виконуючи ті ж функції, що і останнє, тобто культ предків набув протягом середнього класичного періоду вирішального значення як ідеологічний елемент, засіб легітимізації влади правлячих меншин і механізм інтеграції прошарків, на які ділилася верхівка суспільства.
Група Май має менше значення наприкінці класичного періоду, ніж інші сусідні групи — Ціб та Ах-Кануль.
Архітектурна група Ах-Канули розташована на сході городища. Існувала з раннього класичного періоду — місце, з яким була пов'язана найвища категорія людей. Більше число храмів-пірамід, ніж у будь-якому іншому міському секторі, найбагатше оздоблення в палацах, численні стели і різьблені одвірки, протяжні ієрогліфічні написи, зображення богів Сонця і Місяця, взаємозалежні архітектурні одиниці, пов'язані брукованими шляхами.
Палаци СА-5 і СА-6 (Група Ах-Кануль середини класичного періоду) розташовані на півдні площі пірамід. Є продовженням один одного, містили принаймні 4 одвірки пізнього докласичного періоду, які були ще раз використані досить недбалим чином. П'ятий одвірок, текст на якому складав одне ціле з текстами попередніх, була знайдено на деякій відстані, він лежав біля СА-3. На північному фасаді СА-5 виявлено образ сонячного бога: виразне обличчя, тонко виліплене на облицювальному камені, що було частиною фриза. Тут виявлено ієрогліфічний одвірок з одним з ранніх написів — 475 рік н. е.
Дві з розкопаних до теперішнього часу будівлі в Ошкінтокі відносяться до стилю Пуук: «МА-6» (палац, розташований на схід від великої опорної платформи групи Май); «СА-7» (або палац Ч'іч).
СА-7 — нарозкішніша будова і більш всіх інших відкритих до теперішнього часу в місті заслуговує назву «палацового». Воно являє собою споруду у 30 м завдовжки і 11 м завширшки з 11 кімнатами, розподіленими в трьох поздовжніх галереях (північ — південь) і двох поперечних (захід — схід). Західний фасад, найцікавіший по своїй орнаментації, дещо більш пізній, ніж східний, і є перехідним від Раннього Пуук до Класичного Пуук. Будівля зберігає досить елементів, за якими можна судити про високе становище його мешканців. З внутрішніх дверних прорізів походять кілька одвірок, на яких зображені в барельєфі різні персонажі, які відносяться до родин, що правили містом у VIII—IX ст.
Група Ц'іб (початок VIII ст.) має найбільш правильні та геометричні пропорції, пов'язана з ритуалом гри в м'яч, що пояснює її чітко квадратну форму і її чотири частини розподілу з чотирма площами, орієнтованими по сторонах світу. Те, що храмова піраміда знаходиться на південно-західній площі, а комплекс для гри в м'яч на північно-східній, наповнювалося ідеологічним змістом, який поки вчені не розшифрували. Піраміда групи відноситься до більш раннього часу, в той час як комплекс для гри в м'яч — більш пізній.
Піраміда групи Енціль схожа на сторожову вежу, увінчує скелястий стрімчак на північ від городища і видиму за багато кілометрів. Вежа панує над нинішнім шосе — спадкоємцем старої Королівської дороги і доіспанської стежки між Ах-Кін-Печемо і Тіхо, по якій пересувалися мая і давні мексиканці.

### Скульптура
Поки не знайдені скульптурні монументи або написи середнього класичного періоду. Південний вплив став відчутним з кінця VII ст. (в цьому випадку воно більш очевидно виходить із району Усумасинти, ніж з Центрального Петена), коли виготовлялися численні скульптури, що знаходяться насамперед у палаці Ч'іч.
Загалом стели датуються період з 475 до 859 року. Цікавими є монументи кінця класичного періоду та часу колапсу класичного періоду — стели 3 (849 рік), 9, 18, 21, 23 і 26, які відносять до стилю Ошкінток.

### Кераміка
Загалом виявлено 38 поліхромних посудин, 70 тис. черепків гончарних виробів. Її розквіт припав на 400—550 роки. Новий період розквіту почався близько 710 року (період Укмуль).
Знайдено керамічні матеріали горизонту Чіканель (відносяться до докласичного періоду). Майже всі вони знайдені в засипці площ на півдні (група Май), північному заході (група Ціб) і крайньому північному сході найдавнішої платформи першого з цих комплексів (Група Май), а також і будівлі СА-3 групи Ах-Кануль.
Велику кількість кераміки горизонту Кехпеч виявлено біля й в самій будові МА-1 (головній піраміді).

## Історія досліджень
Вперше описано в XVI ст. ченцем Антоніо де Сьюдад-Реаль, зокрема будову Сатунсат. У 1842 році Джон Ллойд Стівенс і Фредерік Катервуд досліджували Ошкінток. У 1895 році перші розкопки здійснив Г. Мерсер від університету Пенсильванія (США). У 1901—1903 роках Едвін Шук від Інституту Карнегі провів подальші дослідження.
У 1932—1940 роках археологи на чолі із Г. Поллоком та Е. Шуком провели обстеження території археологічної пам'ятки. У 1986 році засновано «Проект Ошкінток». У 1986—1989 роках дослідження здійснювала Археологічна місія Іспанії в Мексиці на чолі із Мігелєм Рівера-Дорадо. У 1991 році діяльність проекту подовжено.